# Bombinhas

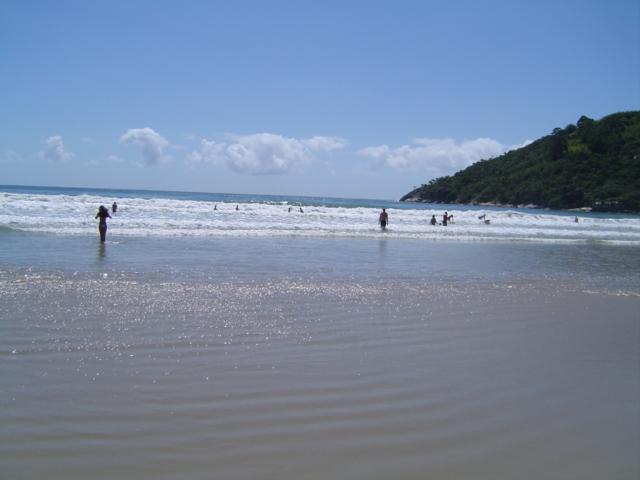
Vue d'une plage de Bombinhas

Bombinhas est une ville brésilienne du littoral de l'État de Santa Catarina.

## Généralités
La municipalité de Bombinhas fut créée le 30 mars 1992 par démembrement de Porto Belo.
L'histoire indique que des açoriens fondèrent en 1817, la localité de Nova Ericeira, aujourd'hui Porto Belo.
L'origine de son nom vient du bruit des vagues se brisant sur le sable qui rappelle l'explosion d'une « petite bombe » (bombinha en portugais).

## Géographie
Bombinhas se situe par une latitude de 27° 07′ 54″ sud et par une longitude de 48° 31′ 40″ ouest, à une altitude de 32 mètres.
Sa population était de 14 312 habitants au recensement de 2010. La municipalité s'étend sur 34 km2, ce qui en fait la plus petite municipalité de l'État.
Elle fait partie de la microrégion d'Itajaí, dans la mésorégion de la Vallée du rio Itajaí.

## Villes voisines
Bombinhas est voisine des municipalités (municípios) suivantes :
- Porto Belo